# Ook Chung
Ook Chung (en coreano, 정욱, Japón, 1963) escritor y traductor de Quebec de ascendencia coreana. Se estableció con sus padres en Canadá en 1965.
Estudió literatura francesa en las universidades de McGill y Concordia.

## Premios
- 2002: John Glassco Prize
- 2002: Prix littéraire Canada-Japon (Kimchi)

## Obra
- 1994: Nouvelles orientales et désorientées, Montreal, L'Hexagone. (ISBN 2890065146)
- 2001: Le Clézio, une écriture prophétique, París, Imago. (ISBN 2911416481)
- 2001: Kimchi, Paris, Le Serpent à plumes. (ISBN 2842612620)
- 2003: L'Expérience interdite, Montreal, Boréal. (ISBN 2764602391)
- 2003: Contes Butô, Montreal, Boréal. (ISBN 2764602529)
- 2012:  La Trilogie coréenne, Montreal, Boréal. (ISBN 9782764621073)